# Чернігівка (Дніпровський район)
Черні́гівка — село в Україні, у Святовасилівській сільській територіальній громаді Дніпровського району Дніпропетровської області. Населення — 64 мешканці.

## Географія
Село Чернігівка знаходиться на березі висихного струмка, який через 5 км впадає в річку Базавлук, вище за течією на відстані 1,5 км розташоване село Новомар'ївка. На відстані 1 км розташоване село Південне (нежиле).

## Населення

### Мова
Розподіл населення за рідною мовою за даними перепису 2001 року:
| Мова       | Відсоток |
| ---------- | -------- |
| українська | 95,3 %   |
| російська  | 4,7 %    |